# Sonia Sotomayor
Sonia Maria Sotomayor (Nova Iorque, 25 de junho de 1954) é uma juíza dos Estados Unidos. Estadunidense de nascença, natural de Porto Rico, foi a primeira juíza hispano-americana a chegar à Suprema Corte americana, ao ser nomeada por Barack Obama.

## Vida
Sotomayor nasceu no Bronx, Nova York, de pais porto-riquenhos. Seu pai morreu quando ela tinha nove anos, e ela foi posteriormente criada por sua mãe. Sotomayor formou-se summa cum laude pela Universidade de Princeton em 1976 e recebeu seu Juris Doctor pela Yale Law School em 1979, onde foi editora do Yale Law Journal. Ela trabalhou como promotora assistente em Nova York por quatro anos e meio antes de entrar em consultório particular em 1984. Ela desempenhou um papel ativo nos conselhos de administração do Fundo de Educação e Defesa Legal de Porto Rico, Agência Hipotecária do Estado de Nova York e Conselho de Financiamento de Campanhas da Cidade de Nova York.
Sotomayor foi nomeada para o Tribunal Distrital dos EUA para o Distrito Sul de Nova York pelo presidente George H. W. Bush em 1991; a confirmação seguiu-se em 1992. Em 1997, foi nomeada pelo Presidente Bill Clinton para o Tribunal de Apelações do Segundo Circuito dos EUA. Sua indicação foi retardada pela maioria republicana no Senado dos Estados Unidos, mas ela acabou sendo confirmada em 1998. No Segundo Circuito, Sotomayor ouviu apelações em mais de 3 000 casos e escreveu cerca de 380 pareceres. Sotomayor lecionou na New York University School of Law e na Columbia Law School.
Em maio de 2009, o presidente Barack Obama nomeou Sotomayor para a Suprema Corte após a aposentadoria do juiz David Souter. Sua nomeação foi confirmada pelo Senado em agosto de 2009 por uma votação de 68-31. Enquanto esteve na Corte, Sotomayor apoiou o bloco liberal informal de juízes quando eles se dividem ao longo das linhas ideológicas comumente percebidas. Durante seu mandato na Suprema Corte, Sotomayor foi identificada com preocupação com os direitos dos réus, pedidos de reforma do sistema de justiça criminal e dissidências apaixonadas sobre questões de raça, gênero e identidade étnica, incluindo Schuette v. BAMN, Utah v. Strieff, e Trump v. Havaí.

## Publicações

### Livros
- Sotomayor, Sonia (2022) Just Help! How to Build a Better World. Nova York: Penguin Random House. ISBN 9780593206263.
- Sotomayor, Sonia (2019). Just Ask! Be Different, Be Brave, Be You. Nova York: Penguin Random House. ISBN 9780525514121.
- Sotomayor, Sonia (2019). The Beloved World of Sonia Sotomayor. Nova York: Penguin Random House. ISBN 9781524771171.
- Sotomayor, Sonia (2018). Turning Pages: My Life Story. Nova York: Philomel Books. ISBN 9780525514084
- Sotomayor, Sonia (2013). My Beloved World. Nova York: Alfred A. Knopf. ISBN 9780307594884

### Artigos
- Sotomayor, Sonia (2017). «A Tribute to Justice Scalia» (PDF). Yale Law Journal. 126: 1609–1611
- Sotomayor, Sonia (1999). «La Independencia Judicial: Que Necesitamos Para Conservarla». Revista Colegio de Abogados de Puerto Rico. 60. 59 páginas[4]
- Sotomayor, Sonia; Gordon, Nicole A. (1996). «Returning Majesty to the Law and Politics: A Modern Approach» (PDF). Suffolk University Law Review. 30: 35–51. Cópia arquivada (PDF) em 19 de junho de 2009[4]
- Sotomayor, Sonia (1979). «Statehood and the Equal Footing Doctrine: The Case for Puerto Rican Seabed Rights» (PDF). Yale Law Journal. 88 (4): 825–849. JSTOR 795781. doi:10.2307/795781

### Prefácios
- Sotomayor, Sonia (2007). «Foreword». In:  Terris, Daniel; Romano, Cesare P. R.; Swigart, Leigh. The International Judge: An Introduction to the Men and Women who Decide the World's Cases. Lebanon: University Press of New England. ISBN 9781584656661

### Discursos
- Sotomayor, Sonia (2014). «A Conversation with Justice Sotomayor» (PDF). Yale Law Journal Forum. 123: 375–391
- Sotomayor, Sonia (2004). «A Latina Judge's Voice (Judge Mario G. Olmos Memorial Lecture)» (PDF). Berkeley la Raza Law Journal. 13: 87–93
- Sotomayor, Sonia (2004). «Tribute to John Sexton» (PDF). NYU Annual Survey of American Law. 60: 23–26[4]